# Miniere di Valle Imperina
La Miniera di Valle Imperina è stata una miniera di argento, pirite, rame e solfato di ferro, sito nel comune di Rivamonte Agordino ma più conosciuta come le Miniere di Agordo, in provincia di Belluno nel Veneto.

## Storia
Le prime notizie certe di uno sfruttamento minerario sono di alcuni documenti datati 1482/83. La miniera fu di varie proprietà tra il pubblico e il privato, per un periodo erano in concessione alla famiglia dei Crotta di Agordo nel 600' e dopo il fraticidio degli stessi passò alla Repubblica Veneta. Successivamente entrò a far parte dei possedimenti del Regno Lombardo-Veneto e con l'annessione dell'Agordino al Regno d'Italia del 1866 diviene gestione del Demanio del Regno. Vista lo scarso rendimento dell'estrazione di rame e le nuove scoperte di giacimenti in Sudamerica il sito agordino è messo a dura prova con il bilancio pubblico e si decide di mettere all'asta nel 1899. Sarà acquistata dalla Ditta Magni & Co di Vicenza che a sua volta anni dopo la rimetterà in vendita.
Il 31 dicembre 1910 la ditta Montecatini si aggiudica la proprietà e porterà molte modifiche e rinnovamenti all'impianto Agordino, tra cui nel 1925 con la costruzione della linea ferroviaria a scartamento ordinario della Bribano-Agordo per il trasporto del materiale estratto dalla miniera). Anche durante il periodo bellico della Seconda guerra mondiale si mantenne l'estrazione mineraria ma durante l'occupazione nazista della provincia di Belluno (Alpenvorland) le nuove autorità il 30 settembre 1944 sospesero l'estrazione e fu ripresa soltanto dopo la liberazione nel giugno del 1945. Dopo il periodo di crisi del 1951-54 la Montecatini attuò un vasto piano di ammodernamento degli impianti, risollevando così la situazione produttiva ma purtroppo la miniera verrà chiusa definitivamente l'8 settembre 1962.

## Il recupero
Nel 1989 il comune di Rivamonte Agordino acquista tutta l'area del sito minerario dalla Montedison e nei primi anni novanta si pensa già ad un recupero parziale dell'area. Nel 1993 entra a far parte del Parco Nazionale delle Dolomiti Bellunesi ed è soggetta ai vincoli di legge di tutela ambientale, naturale e paesaggistico. Nel 1995 viene restaurato il vecchio magazzino e adibito ad ostello, invece nei primi anni 2000 vengono sistemati i forni fusori, la centrale idroelettrica e la casa del dopolavoro dei minatori. Attualmente il sito è gestito dal Gruppo Botol che lo ha trasformato in un vero e proprio museo completamente visitabile a partire dal maggio 2024.